# 林遒節
林遒節（14世紀—15世紀），字景宣，福建興化府莆田縣人，明朝政治人物。

## 生平
林遒節是永樂三年舉人林長懋的弟弟，在永樂九年（1411年）中江西鄉試舉人，十三年（1415年）成進士，獲授庶吉士，轉刑部主事，兄長入獄時外調慶遠通判，正統二年（1437年）改任瀘州知州，有勤政廉潔名聲。
當時鶴慶土知府高倫暴虐，靖遠伯王驥上奏革除土知府，並推薦林遒節擔任流官知府，正統八年（1443年）就任，撫治彝族族人，並修建壇廟、驛堡，規制為之一新，因母喪回鄉，正德年間入祀名宦祠。

## 引用
1. 1 2  乾隆《莆田縣志·卷十八·人物志》：林長懋，字景時，永樂乙酉鄉薦……弟遒節，永樂乙未進士，授刑部主事，長懋下獄時調平樂通判，遷知瀘州，廉介公勤，尤加意學校，陞鶴慶軍民府知府，以母喪歸。
2. ↑  乾隆《莆田縣志·卷十三·選舉志》：鄉舉……永樂九年辛卯……林遒節 字景宣，長懋弟，江西中式，乙未進士……永樂十三年乙未陳循榜……林遒節 附兄長懋傳
3. ↑  《明太宗文皇帝實錄·卷一百六十二》：（永樂十三年三月丁巳）命……第二甲第三甲進士……林遒節……為翰林院庶給事【吉士】。
4. ↑  光緒《瀘州直隸州志·卷七·官師志下》：林遵節，正統二年任，不詳里居，《明一統志》作遒節，稱其廉介公勤，尤加意學校，賢能著聞，後陞鶴慶府知府。 《提名碑》作道節，《廣輿記》亦作遒節，瀘州名宦。
5. ↑  光緒《鶴慶州志·卷二十一·名宦》：林遒節 莆田人，進士，厯官刑部主事、廣西慶遠通判、瀘州知州，時鶴慶土官知府高倫暴虐，靖遠伯王驥奏革之，即薦遒節為流官知府。正統八年蒞任，撫治彝民，壇廟驛堡多所建修，規制一新，正德間崇祀。